# Patiš
Patiš (hebrejsky פַּטִּישׁ, doslova „Kladivo“, v oficiálním přepisu do angličtiny Pattish, přepisováno též Patish) je vesnice typu mošav v Izraeli, v Jižním distriktu, v Oblastní radě Merchavim.

## Geografie
Leží v nadmořské výšce 98 metrů na severozápadním okraji pouště Negev; v oblasti která byla od 2. poloviny 20. století intenzivně zúrodňována a zavlažována a ztratila částečně charakter pouštní krajiny. Jde o zemědělsky obdělávaný pás navazující na pobřežní nížinu. Podél severního okraje mošavu protéká vádí Nachal Patiš.
Obec se nachází 23 kilometrů od břehu Středozemního moře, cca 85 kilometrů jihojihozápadně od centra Tel Avivu, cca 81 kilometrů jihozápadně od historického jádra Jeruzalému a 23 kilometrů severozápadně od města Beerševa. Patiš obývají Židé, přičemž osídlení v tomto regionu je etnicky převážně židovské.
Patiš je na dopravní síť napojen pomocí lokální silnice 241.

## Dějiny
Patiš byl založen v roce 1950. Zakladateli byli Židé z Kurdistánu. Pojmenován je podle staršího místního názvu Chirbet Patiš. Zpočátku byl život v obci poznamenán odelhlostí a blízkou polohou k pásmu Gazy, odkud pronikali často do Izraele palestinští ozbrojenci. Obyvatelé mošavu museli v noci držet stráže. V březnu 1955 pronikli do osady dva Palestinci z Gazy a během právě probíhajícího svatebního obřadu zaútočili na obyvatele střelnými zbraněmi. Jeden člověk byl zabit a 22 jich bylo zraněno.
Místní ekonomika je založena na zemědělství (pěstování polních plodin a zeleniny, sadovnictví, chov dobytka a drůbeže). Jde o jeden z větších izraelských mošavů se 106 rodinnými farmami. V obci je k dispozici obchod se smíšeným zbožím, zdravotní středisko, synagoga, mikve, sportovní areály, mateřská škola a společenské centrum. Správní území vesnice měří 4 000 dunamů (4 kilometry čtvereční).

## Demografie
Obyvatelstvo mošavu je smíšené, tedy sestávajících ze sekulárních i nábožensky orientovaných lidí. Podle údajů z roku 2014 tvořili naprostou většinu obyvatel v Patiš Židé (včetně statistické kategorie "ostatní", která zahrnuje nearabské obyvatele židovského původu ale bez formální příslušnosti k židovskému náboženství).
Jde o menší obec vesnického typu s dlouhodobě rostoucí populací. K 31. prosinci 2014 zde žilo 829 lidí. Během roku 2014 populace stoupla o 3,5 %.
| Rok            | 1961 | 1972 | 1983 | 1995 | 2001 | 2003 | 2004 | 2005 | 2006 | 2007 | 2008 | 2009 | 2010 | 2011 | 2012 | 2013 | 2014 |
| -------------- | ---- | ---- | ---- | ---- | ---- | ---- | ---- | ---- | ---- | ---- | ---- | ---- | ---- | ---- | ---- | ---- | ---- |
| Počet obyvatel | 496  | 617  | 610  | 578  | 647  | 662  | 671  | 668  | 683  | 682  | 689  | 753  | 780  | 774  | 794  | 801  | 829  |